# Ivanaldo Braz
Ivanaldo Braz (Presidente Dutra), é um político brasileiro, filiado ao PDT. Nas eleições de 2022, foi eleito deputado estadual pelo Pará.